# Umgangstempel von Nattenheim
Der Gallo-Römische Umgangstempel Nattenheim ist ein römischer Umgangstempel in der Ortsgemeinde Nattenheim im Eifelkreis Bitburg-Prüm in Rheinland-Pfalz.

## Geographische Lage
Der Tempel liegt bei Nattenheim, rund sechs Kilometer nördlich von Bitburg entfernt, gleich westlich der Via Agrippa (römische Fernstraße von Trier über Bitburg nach Köln), auf der Anhöhe Nattenheimer Kopf in der Flur Hetterbüsch.

## Ausgrabung
Das Heiligtum wurde 1875 archäologisch erforscht, der Grabungsbericht ein Jahr später von Ernst aus’m Weerth publiziert. Anlass zur Ausgrabung gab ein zufällig beim Pflügen entdecktes Bruchstück einer lateinischen Inschrift (s. u.).

## Beschreibung und Einordnung
Der gallo-römische Umgangstempel weist die Gesamtmaße von 11,85 m × 10,25 m auf, wovon 6,67 m × 6,15 m auf die Cella entfallen. Die Breite des Umgangs schwankt zwischen 1,40 m und 1,50 m. Der Umgang ruhte auf Säulen toskanischer Ordnung aus rotem Sandstein, von denen sich mehrere Bruchstücke erhalten haben.
Von besonderer Bedeutung für den Tempel ist die hier gefundene, dabei aber sehr fragmentierte Weihinschrift aus Kalkstein. Aus dem verstümmelten Wortlaut kann nur noch geschlossen werden, dass ursprünglich wahrscheinlich (auch?) eine weibliche Gottheit genannt war und dass ein Tempel von Grund auf wieder in Stand gesetzt wurde, und zwar auf eigene Kosten des Stifters oder der Stifter. Die Inschrifttafel in Form einer tabula ansata wird in das Tempelgebäude eingelassen gewesen sein. Ernst aus’m Weerth hat die Weihung Iuno zusprechen wollen wegen des Fundes einer noch 27 cm hohen thronenden Göttin aus Kalkstein in der Cella. Diese ist aber eindeutig als Fortuna anzusprechen. Die Statuette ist zwar schwer beschädigt – es fehlen der Kopf und die Unterschenkel sowie Füße –, an der rechten Seite ist aber das für Fortuna typische Steuerruder deutlich sichtbar. Unter Umständen ist in der Inschrift also Fortuna zu ergänzen, dies bleibt allerdings unsicher.
Ebenfalls entdeckt wurden 299 Münzen aus der Zeit von Augustus bis Marc Aurel und von Gallienus bis Arcadius. Auffällig ist somit, dass Prägungen aus der Zeit zwischen Marc Aurel und Gallienus fehlen. Hinzu kommt, dass es sich mit Ausnahme einer Silbermünze sämtlich um Kupferprägungen handelt. Vielleicht sind sie als Votivgeschenke anzusehen, denn der Wortlaut von Eernst aus’m Weerth spricht gegen einen an einem Punkt niedergelegten Münzschatz. Die erwähnte chronologische Lücke ist trotzdem auffällig. Ernst aus’m Weerth hat deshalb vermutet, dass während dieser Zeit der Tempel verfallen war, dann wieder in Stand gesetzt wurde (was die Inschrift dokumentiere), woraufhin erneut Münzen als Opfer dargebracht worden seien. Tatsächlich datiert die Inschrift aber keinesfalls so spät, sondern füllt sogar die zeitliche Lücke, da sie in die Zeit von der Mitte des 2. bis zur Mitte des 3. Jahrhunderts n. Chr. datieren dürfte. Marcello Ghetta weist ferner darauf hin, dass im Tempelbezirk von Niedaltdorf/Ihn ebenfalls Münzen aus demselben Zeitraum wie in Nattenheim fehlen, was aber durch die dortigen Steindenkmäler und die Keramik ausgeglichen werde. Man kann somit davon ausgehen, dass der Tempel von Nattenheim vom 1. bis zum Ende des 4. Jahrhunderts n. Chr. besucht wurde. Da sich das Heiligtum direkt an der römischen Fernstraße befindet, wird es vor allem von Reisenden aufgesucht worden sein.